# Вілмінгтон (переписна місцевість, Нью-Йорк)
Вілмінгтон (англ. Wilmington) — переписна місцевість (CDP) в США, в окрузі Ессекс штату Нью-Йорк. Населення — 843 особи (2020).

## Географія
Вілмінгтон розташований за координатами 44°23′13″ пн. ш. 73°49′2″ зх. д. / 44.38694° пн. ш. 73.81722° зх. д. (44.386878, -73.817171).  За даними Бюро перепису населення США в 2010 році переписна місцевість мала площу 21,60 км², з яких 21,37 км² — суходіл та 0,23 км² — водойми.

## Демографія
Згідно з переписом 2010 року, у переписній місцевості мешкало 937 осіб у 408 домогосподарствах у складі 268 родин. Густота населення становила 43 особи/км².  Було 615 помешкань (28/км²).
Расовий склад населення:
| - 98,3 % — білих - 0,6 % — азіатів - 0,2 % — чорних або афроамериканців - 0,1 % — корінних американців |

До двох чи більше рас належало 0,7 %. Частка іспаномовних становила 1,1 % від усіх жителів.
За віковим діапазоном населення розподілялося таким чином: 21,6 % — особи молодші 18 років, 65,2 % — особи у віці 18—64 років, 13,2 % — особи у віці 65 років та старші. Медіана віку мешканця становила 43,6 року. На 100 осіб жіночої статі у переписній місцевості припадало 96,0 чоловіків;  на 100 жінок у віці від 18 років та старших — 98,6 чоловіків також старших 18 років.
Середній дохід на одне домашнє господарство  становив 71 953 долари США (медіана — 66 150), а середній дохід на одну сім'ю — 77 972 долари (медіана — 70 125). Медіана доходів становила 41 875 доларів для чоловіків та 41 875 доларів для жінок. За межею бідності перебувало 8,6 % осіб, у тому числі 14,1 % дітей у віці до 18 років та 3,1 % осіб у віці 65 років та старших.
Цивільне працевлаштоване населення становило 595 осіб. Основні галузі зайнятості: освіта, охорона здоров'я та соціальна допомога — 25,2 %, мистецтво, розваги та відпочинок — 24,4 %, роздрібна торгівля — 9,4 %, будівництво — 9,2 %.